# Eocypraeinae
Eocypraeinae zijn een onderfamilie van weekdieren uit de klasse van de Gastropoda (slakken).

## Geslachten
- Allmoniella Dolin & Dockery, 2018 †
- Amonovula Fehse, 2019
- Apiocypraea Schilder, 1925 †
- Archivolva Lorenz & Fehse, 2009
- Calpurnus Montfort, 1810
- Carpiscula C. N. Cate, 1973
- Crenavolva C. N. Cate, 1973
- Cuspivolva C. N. Cate, 1973
- Cypropterina de Gregorio, 1880
- Dentiovula Habe, 1961
- Diminovula Iredale, 1930
- Eocypraea Cossmann, 1903 †
- Eotrivia Schilder, 1924 †
- Eschatocypraea Schilder, 1966 †
- Globovula C. N. Cate, 1973
- Grovesia Dolin & Ledon, 2002 †
- Habuprionovolva Azuma, 1970
- Margovula C. N. Cate, 1973
- Oxycypraea F. A. Schilder, 1927 †
- Primovula Thiele, 1925
- Prionovolva Iredale, 1930
- Procalpurnus Thiele, 1929
- Prosimnia Schilder, 1927
- Pseudosimnia Schilder, 1927
- Rotaovula C. N. Cate & Azuma in C. N. Cate, 1973
- Sandalia C. N. Cate, 1973
- Serratovolva C. N. Cate, 1973
- Taviania Dolin & Pacaud, 2009 †
- Testudovolva C. N. Cate, 1973

### Synoniemen
- Aperiovula C. N. Cate, 1973 => Pseudosimnia Schilder, 1927
- Borystheniella Pacaud, 2018 † => Oxycypraea F. A. Schilder, 1927 †
- Cypraella Swainson, 1840 => Calpurnus Montfort, 1810
- Delonovolva C. N. Cate, 1973 => Primovula Thiele, 1925
- Dentivolva Habe, 1961 => Dentiovula Habe, 1961
- Galera C. N. Cate, 1973 => Habuprionovolva Azuma, 1970 (non Gray, 1842)
- Galeravolva C. N. Cate, 1973 => Habuprionovolva Azuma, 1970
- Inflatovula C. N. Cate, 1973 => Diminovula Iredale, 1930
- Labiovolva C. N. Cate, 1973 => Prionovolva Iredale, 1930
- Lacrima C. N. Cate, 1973 => Margovula C. N. Cate, 1973
- Stohleroma C. N. Cate, 1973 => Cuspivolva C. N. Cate, 1973